# Étienne Mairesse
Pour les articles homonymes, voir Mairesse.
Étienne Mairesse, né à Caullery (Nord) le 27 décembre 1846 et mort à Saint-Cloud le 2 mai 1903, est un journaliste français.

## Biographie
Fils d'un tisserand analphabète, Étienne Mairesse entreprend des études classiques, dans le Nord puis à Paris, afin de devenir enseignant. Installé à Lyon, il collabore déjà à plusieurs journaux républicains à l'époque de la crise du 16 mai 1877. 
En 1879, à Paris, il participe à la fondation du Réformateur aux côtés de Léon Pilatte, Francis de Pressensé, Antoine Mathivet, Paul Bouchard et Joël Le Savoureux. En 1880, secondé par Spoll, ancien secrétaire général du Réformateur, il lance L'Express, un journal destiné à soutenir la politique de Léon Gambetta.
En 1882, Étienne Mairesse devient le chef du service politique de divers journaux appartenant à Valentin Simond tels que Le Mot d'ordre et La Marseillaise, où il signe des articles sous le pseudonyme de « Ch. Sternay », ainsi que Le Suffrage universel et Le Petit républicain. Quand Simond crée L'Écho de Paris, Mairesse est nommé à la tête du service des informations politiques et parlementaires de ce nouveau journal. Il reste à ce poste pendant quinze ans (1884-1899) tout en collaborant au Gil Blas sous le nom de plume de « Georges Duret ».
En 1885, avec le concours d'anciens collaborateurs du XIXe siècle d'Edmond About, et notamment d'Eugène Liébert, Mairesse a créé avec Mercier Le Gagne-Petit. L'année suivante, ce journal a fusionné avec L'Opinion et L’Estafette en gardant ce dernier titre.
Correspondant de plusieurs journaux de province, Mairesse est également chef du service télégraphique de l'agence Arthaud et du service parlementaire de l'agence Paris-Nouvelles.
En 1890, cet ami de Jules Ferry est nommé chevalier de la Légion d'honneur après avoir pris part à la campagne anti-boulangiste.
En 1891, Étienne Mairesse fonde l'Association des journalistes parlementaires, dont il est le premier président avant d'en être nommé président honoraire.
Il meurt au terme d'une douloureuse maladie en son domicile de la rue Armengaud, à Saint-Cloud, le 2 mai 1903. Le 6 mai, de nombreuses personnalités de la politique et du journalisme assistent à ses obsèques. Les cordons du poêle sont tenus par Paul Doumer, Georges Aubry (président de l'Association des journalistes parlementaires), Eugène Bertol-Graivil (de l'Association des journalistes républicains) et Auguste Dorchain.
Inhumé au cimetière Montmartre il fut transféré au cimetière de Passy le 2 avril 1904, (8e division).